# Parangitia chlorosticta
Parangitia chlorosticta är en fjärilsart som beskrevs av William Schaus 1914. Parangitia chlorosticta ingår i släktet Parangitia och familjen nattflyn. Inga underarter finns listade i Catalogue of Life.